# Eden Studios
Eden Studios è una casa editrice di giochi di ruolo statunitense fondata nel 1996 da George Vasilakos, M. Alexander Jurkat e Ed Healy, correntemente gestita da George Vasilakos.
La Eden Studios è principalmente nota per il gioco di ruolo horror All Flesh Must Be Eaten, vincitore di diversi Origins Award, per quello di cospirazione Conspiracy X e per quelli tratti dalla serie televisiva  Buffy l'ammazzavampiri.

## Storia
La Eden Studios venne fondata da George Vasilakos, Alex Jurkat e Ed Healy il 4 luglio 1997, ma Ed Healy fu obbligato a cedere la sua parte entro la fine dell'anno, per poter lavorare nello studio di avvocati Deloitte & Touche. Non appena fondata la Eden Studios acquistò dalla precedente ditta di Vasilakos, la New Millennium Entertainment, i diritti di Conspiracy X per pubblicarne la terza edizione (1997), subito supportata da alcuni supplementi.
Nel 1998 le vendite di Conspiracy X erano in calo e così l'Eden Studios era alla ricerca di una nuova linea di prodotti. Questa si concretizzò con l'acquisizione di una licenza esclusiva per la pubblicazione dei giochi di horror moderno WitchCraft e Armageddon di C.J. Carella, che li aveva in precedenza pubblicati con la Myrmidon Press. La Eden Studios pubblicò la nuova edizione di WitchCraft nel 1999, mentre nel 2003 pubblicò quella di Armageddon: The End Times. Entrambi i giochi sono basati sull'Unisystem un regolamento universale sviluppato da Carella.
La linea di gioco di Conspiracy X si esaurì, nonostante un ultimo tentativo di rivitalizzarla mediante un accordo con la Steve Jackson Games che pubblicò GURPS: Conspiracy X, un'edizione del gioco che usava il regolamento generico di GURPS
L'Unisytem divenne l'house system della Eden Studios che nel 1999 pubblicò  All Flesh Must Be Eaten (George Vasilakos e Christopher Shy), un gioco di ruolo di sopravvivenza horror che usava appunto come regolamento l'Unisystem. Quest'ultimo gioco divenne rapidamente il suo prodotto più popolare, e la Eden Studio pubblicò numerosi supplementi ognuno dei quali presentava varianti del classico scenario dell'invasione di zombie incrociata con i più diversi genere cinematografici e letterari, dal western ai film di azione del cinema di Hong Kong. A partire dal 2001 pubblicò anche una serie di libri di narrativa dedicati agli zombie curati da James Lowder.
A partire dal 2001 entrò brevemente nel mercato dei supplementi per il d20 System, pubblicando complessivamente una dozzina di libri, tra cui degni di nota quelli della serie Eden Odyssey: Akrasia: Thief of Time (2001), Wonders Out of Time (2001) e Secrets of the Ancients (2003) che presentano brevi avventure che potevano essere inserite nel corso di una campagna.
Il 21 dicembre 2001 annunciò di aver negoziato una licenza con la Donrus Playoff (editori del gioco di carte collezionabile Buffy the Vampire Slayers CCG) per la pubblicazione di un gioco di ruolo basato sulla serie televisiva  Buffy l'ammazzavampiri, il gioco fu basato su una variante semplificata dell'Unisystem (detta Cinematic Unisystem) e fu pubblicato pubblicato nell'agosto 2002. Buffy the Vampire Slayer Roleplaying Game incontrò un buon successo, superando le vendite di All the Flesh Must Be Eaten, fino ad allora il gioco di maggior successo della Eden. In seguito al successo di Buffy, la Eden Studios pubblicò due altri giochi basati su licenze, Angel Roleplaying Game (2003) e Army of Darkness (2005), sempre con il regolamento basato sul Cinematic Unisystem.
Gli anni seguenti furono molto intensi per la Eden Studios, che oltre a pubblicare manuali dedicati alle serie su licenza, pubblicò anche diversi manuali per gli altri suoi regolamenti, soprattutto per All the Flesh Must Be Eaten, ma nonostante il successo delle nuove linee, con il termine della serie dei telefilm (Buffy nel 2003 e Angel nel 2004), le vendite subirono un netto calo e nel 2006 la Eden Studios decise di non rinnovare le licenze di Buffy e Angel.
Negli anni successivi la Eden Studios cominciò a incontrare problemi di solvibilità e i ritardi nelle pubblicazioni si accumularono anche se nel 2006 riuscì a pubblicare la terza edizione di Conspirancy X basato anch'esso sull'Unisystem. Comunque dal 2005 Alex Jurkat non era più un proprietario della compagnia e dal 2006 la lasciò definitivamente.

## Prodotti
- Abduction: The Card Game
- All Flesh Must Be Eaten[1]
- Angel Roleplaying Game (vincitore dell'Origins Award per "Roleplaying Game of 2003"[14]) e Buffy the Vampire Slayer Roleplaying Game, giochi di ruolo.
- Armageddon: The End Times
- Army of Darkness, gioco di ruolo basato sul film L'armata delle tenebre.
- Conspiracy X, gioco di ruolo ispirato alle atmosfere della serie televisiva X-Files.
- Eden Odyssey, serie di moduli di avventura per il d20 System
- Eden Studios Presents, serie di manuali contenenti materiale per il sistema di gioco Unisystem
- Ghosts of Albion Role-playing Game, basato sulla serie Ghosts of Albion
- Hack!
- Rail Empires: Iron Dragon, videogioco basato su una variante fantasy del gioco da tavolo Empire Builder
- Terra Primate, gioco di ruolo ispirato all'ambientazione di Il pianeta delle scimmie
- WitchCraft, gioco di ruolo horror moderno